# Volumen (termodinámica)
En termodinámica, el volumen de un sistema es un parámetro extensivo importante para describir su estado termodinámico. El volumen específico, una propiedad intensiva, es el volumen del sistema por unidad de masa. El volumen es una función del estado y es interdependiente con otras propiedades termodinámicas como la presión y la temperatura. Por ejemplo, el volumen está relacionado con la presión y la temperatura de un gas ideal por la ley del gas ideal.
El volumen físico de un sistema puede o no coincidir con un volumen de control utilizado para analizar el sistema.

## Visión general
El volumen de un sistema termodinámico generalmente se refiere al volumen del fluido de trabajo, como, por ejemplo, el fluido dentro de un pistón. Los cambios a este volumen se pueden hacer a través de una aplicación de trabajo, o se pueden usar para producir trabajo. Sin embargo, un proceso isocórico funciona a un volumen constante, por lo que no se puede producir ningún trabajo. Muchos otros procesos termodinámicos darán como resultado un cambio en el volumen. Un proceso politrópico, en particular, causa cambios en el sistema para que la cantidad {\displaystyle pV^{n}}sea constante (donde {\displaystyle p} es presión, {\displaystyle V}es volumen y {\displaystyle n}es el índice politrópico, una constante). Tenga en cuenta que para índices politrópicos específicos, un proceso politrópico será equivalente a un proceso de propiedades constantes. Por ejemplo, para valores muy grandes de {\displaystyle n}que se aproximan al infinito, el proceso se convierte en un volumen constante.
Los gases son compresibles, por lo que sus volúmenes (y volúmenes específicos) pueden estar sujetos a cambios durante los procesos termodinámicos. Sin embargo, los líquidos son casi incompresibles, por lo que sus volúmenes a menudo se pueden tomar como constantes. En general, la compresibilidad se define como el cambio de volumen relativo de un fluido o sólido como respuesta a una presión, y puede determinarse para sustancias en cualquier fase. De manera similar, la expansión térmica es la tendencia de la materia a cambiar de volumen en respuesta a un cambio de temperatura.
Muchos ciclos termodinámicos se componen de procesos variables, algunos que mantienen un volumen constante y otros que no. Un ciclo de refrigeración por compresión de vapor, por ejemplo, sigue una secuencia en la que el fluido refrigerante transita entre los estados líquido y vapor de la materia.
Las unidades típicas para el volumen son {\displaystyle \mathrm {m^{3}} }(metros cúbicos), {\displaystyle \mathrm {l} }(litros) y {\displaystyle \mathrm {ft} ^{3}}(pie cúbico).  

## Calor y trabajo
El trabajo mecánico realizado en un fluido de trabajo provoca un cambio en las restricciones mecánicas del sistema; en otras palabras, para que el trabajo ocurra, el volumen debe ser alterado. Por lo tanto, el volumen es un parámetro importante en la caracterización de muchos procesos termodinámicos donde se trata de un intercambio de energía en forma de trabajo.
El volumen es una de un par de variables conjugadas, la otra es la presión. Como con todos los pares conjugados, el producto es una forma de energía. El producto  {\displaystyle pV}es la energía perdida en un sistema debido al trabajo mecánico. Este producto es un término que compone la entalpía {\displaystyle H}:
{\displaystyle H=U+pV,\,}
donde {\displaystyle U} es la energía interna del sistema.
La segunda ley de la termodinámica describe restricciones en la cantidad de trabajo útil que se puede extraer de un sistema termodinámico. En los sistemas termodinámicos donde la temperatura y el volumen se mantienen constantes, la medida del trabajo "útil" alcanzable es la energía libre de Helmholtz; y en sistemas donde el volumen no se mantiene constante, la medida del trabajo útil que se puede alcanzar es la energía libre de Gibbs.
De manera similar, el valor apropiado de la capacidad calorífica para usar en un proceso dado depende de si el proceso produce un cambio en el volumen. La capacidad de calor es una función de la cantidad de calor agregado a un sistema. En el caso de un proceso de volumen constante, todo el calor afecta la energía interna del sistema (es decir, no hay trabajo pV, y todo el calor afecta la temperatura). Sin embargo, en un proceso sin un volumen constante, la adición de calor afecta tanto a la energía interna como al trabajo (es decir, la entalpía); por lo tanto, la temperatura cambia en una cantidad diferente a la de la caja de volumen constante y se requiere un valor de capacidad de calor diferente.

## Volumen específico
El volumen específico ({\displaystyle \nu }) es el volumen ocupado por una unidad de masa de un material. En muchos casos, el volumen específico es una cantidad útil para determinar porque, como propiedad intensiva, se puede utilizar para determinar el estado completo de un sistema junto con otra variable intensiva independiente. El volumen específico también permite que los sistemas se estudien sin hacer referencia a un volumen de operación exacto, que puede no ser conocido (ni significativo) en algunas etapas del análisis. 
El volumen específico de una sustancia es igual al recíproco de su densidad de masa. Se puede expresar volumen específico en {\displaystyle {\frac {\mathrm {m^{3}} }{\mathrm {kg} }}}, {\displaystyle {\frac {\mathrm {ft^{3}} }{\mathrm {lb} }}}, {\displaystyle {\frac {\mathrm {ft^{3}} }{\mathrm {slug} }}}, o {\displaystyle {\frac {\mathrm {mL} }{\mathrm {g} }}}.
{\displaystyle \nu ={\frac {V}{m}}={\frac {1}{\rho }}}
donde, {\displaystyle V} es el volumen, {\displaystyle m} es la masa y {\displaystyle \rho } es la densidad del material.
{\displaystyle \nu ={\frac {{\bar {R}}T}{P}}}
donde, {\displaystyle {\bar {R}}} es la constante de gas específica, {\displaystyle T} es la temperatura y {\displaystyle P} es la presión del gas.
El volumen específico también puede referirse al volumen molar.

## Volumen de un gas

### Dependencia de la presión y temperatura
El volumen de gas aumenta proporcionalmente a la temperatura absoluta y disminuye inversamente proporcionalmente a la presión, aproximadamente de acuerdo con la ley del gas ideal:
{\displaystyle V={\frac {nRT}{p}}}
donde:
- p es la presión
- V es el volumen
- n es la cantidad de sustancia de gas (moles)
- R es la constante de los gases ideales, 8.314 J·K−1mol−1
- T es la temperatura absoluta

Para simplificar, un volumen de un gas puede expresarse como el volumen que tendría en condiciones estándar de temperatura y presión, que son 0 °C y 100 kPa.

### Exclusión de humedad
En contraste con otros componentes del gas, el contenido de agua en el aire, o la humedad, depende en mayor grado de la vaporización y la condensación del agua, que a su vez depende principalmente de la temperatura. Por lo tanto, al aplicar más presión a un gas saturado con agua, todos los componentes inicialmente disminuirán en volumen aproximadamente de acuerdo con la ley del gas ideal. Sin embargo, parte del agua se condensará hasta que vuelva a casi la misma humedad que antes, lo que hace que el volumen total resultante se desvíe de lo que la ley del gas ideal predijo. A la inversa, la disminución de la temperatura también haría que se condensara algo de agua, haciendo que el volumen final se desvíe de lo previsto por la ley del gas ideal.
Por lo tanto, el volumen de gas puede expresarse alternativamente excluyendo el contenido de humedad: Vd (volumen seco). Esta fracción sigue con mayor precisión la ley del gas ideal. Por el contrario, Vs (volumen saturado) es el volumen que tendría una mezcla de gases si se le añadiera humedad hasta la saturación (o 100% de humedad relativa).

### Conversión general
Para comparar el volumen de gas entre dos condiciones de diferente temperatura o presión (1 y 2), asumiendo que nR es el mismo, la siguiente ecuación usa la exclusión de humedad además de la ley de gas ideal
{\displaystyle V_{2}=V_{1}\times {\frac {T_{2}}{T_{1}}}\times {\frac {p_{1}-p_{w,1}}{p_{2}-p_{w,2}}}}
Donde, además de los términos utilizados en la ley del gas ideal:
- pw es la presión parcial del agua gaseosa durante las condiciones 1 y 2, respectivamente

Por ejemplo, calculando cuánto se llenaría 1 litro de aire (a) a 0 °C, 100 kPa, pw = 0 kPa (conocido como STPD, ver más abajo) cuando se inhala hacia los pulmones donde se mezcla con vapor de agua (l) , donde se convierte rápidamente en 37 °C, 100 kPa, pw = 6.2 kPa (BTPS):
{\displaystyle V_{l}=1\ \mathrm {l} \times {\frac {310\ \mathrm {K} }{273\ \mathrm {K} }}\times {\frac {100\ \mathrm {kPa} -0\ \mathrm {kPa} }{100\ \mathrm {kPa} -6.2\ \mathrm {kPa} }}=1.21\ \mathrm {l} }

### Condiciones comunes
Algunas expresiones comunes del volumen de gas con temperatura, presión y humedad variables o definidas son:
- ATPS: Temperatura ambiente (variable) y presión (variable), saturado (la humedad depende de la temperatura)
- ATPD: temperatura ambiente (variable) y presión (variable), seco (sin humedad)
- BTPS: Temperatura corporal (37 °C o 310 K) y presión (generalmente igual a la temperatura ambiente), saturada (47 mmHg o 6.2 kPa)
- STPD: Temperatura estándar (0 °C o 273 K) y presión (760 mmHg (101.33 kPa) o 100 kPa (750.06 mmHg)), seco (sin humedad)

### Factores de conversión
Los siguientes factores de conversión se pueden usar para convertir entre expresiones para el volumen de un gas:
| Para convertir desde | A    | Multiplicar por                                               |
| --- | ---- | ------------------------------------------------------------- |
| ATPS | STPD | [(PA – Pagua S) / PS] * [TS / TA]                             |
| ATPS | BTPS | [(PA – Pagua S) / (PA – Pagua B)] * [TB/TA] online calculator |
| ATPS | ATPD | (PA – Pagua S) / PA                                           |
| ATPD | STPD | (PA / PS) * (TS / TA)                                         |
| ATPD | BTPS | [PA / (PA – Pagua B)] * (TB / TA)                             |
| ATPD | ATPS | PA / (PA – Pagua S)                                           |
| BTPS | STPD | [(PA – Pagua B) / PS] * [TS / TB]                             |
| BTPS | ATPS | [(PA – Pagua B) / (PA – Pagua S)] * [TA / TB]                 |
| BTPS | ATPD | [(PA – Pagua B) / PA] * [TA / TB]                             |
| STPD | BTPS | [PS / (PA - Pagua B)] * [TB / TS]                             |
| STPD | ATPS | [PS / (PA - Pagua S)] * [TA / TS]                             |
| STPD | ATPD | [PS / PA] * [TA / TS]                                         |
| Leyenda: - PA = Presión ambiental - PS = presión estándar (100 kPa o 750 mmHg) - Pagua S = Presión parcial del agua en aire saturado (es decir, al 100% de humedad relativa; en este caso, la presión parcial es igual a la presión de vapor, que puede determinarse en función de la temperatura ambiente) - Pagua B = Presión parcial de agua en aire saturado a 37 °C = 47 mmHg - TS = Temperatura estándar en kelvins (K) = 273 K - TA = Temperatura ambiente en kelvins = 273 + t (donde t es la temperatura ambiente en °C) - TB = Temperatura corporal en kelvins = 310 K |      |                                                               |

### Volumen parcial
El volumen parcial de un gas en particular es el volumen que tendría el gas si solo ocupara el volumen, con presión y temperatura inalteradas, y es útil en mezclas de gases, p. aire, para centrarse en un componente de gas en particular, p. ej. oxígeno.
Puede ser aproximado tanto por presión parcial como por fracción molar:
{\displaystyle V_{x}=V_{tot}\times {\frac {P_{x}}{P_{tot}}}=V_{tot}\times {\frac {n_{x}}{n_{tot}}}}
- Vx es el volumen parcial de cualquier componente de gas individual (X)
- Vtot es el volumen total en mezcla de gases
- Px es la presión parcial del gas X
- Ptot es la presión total en la mezcla de gases
- nx es la cantidad de sustancia de un gas (X)
- ntot es la cantidad total de sustancia en la mezcla de gases